# Schlagvolumen
Das Schlagvolumen, genauer das Herzschlagvolumen (englisch Stroke volume, Abkürzung SV), ist ein Fachbegriff aus der Physiologie. Man bezeichnet damit das Blutvolumen, das bei einem Herzschlag von der linken Herzkammer ausgeworfen wird. Damit ist das Schlagvolumen das Produkt aus enddiastolischem Herzhöhlenvolumen und zugehöriger Ejektionsfraktion. Das Schlagvolumen ist außerdem der Quotient aus Herzarbeit und mittlerem arteriellen Blutdruck. Die Herzleistung ist das Produkt aus Herzarbeit und Herzfrequenz sowie außerdem das Produkt aus Herzzeitvolumen und Blutdruck. Die Schlagarbeit ist das Produkt aus Schlagvolumen und Blutdruck.

## Berechnung und Messung

Bestimmung des Schlagvolumens
in der Echokardiografie

Das Schlagvolumen kann aus der Impedanzkardiographie, der Echokardiografie oder der Herzkatheteruntersuchung abgeschätzt und berechnet werden. Das Schlagvolumen kann auch mittels Herz-CT (Computertomographie), Herz-MRT (Magnetresonanztomographie) oder Myokardszintigraphie berechnet werden.
Meist wird das Schlagvolumen als Differenz von (linksventrikulärem) enddiastolischem (EDV) und endsystolischem Volumen (ESV, Restblut) berechnet:
{\displaystyle SV=EDV-ESV}
Aus dem Schlagvolumen kann man zwei weitere wichtige Funktionsparameter des Herzens ableiten:
- die Ejektionsfraktion als Verhältnis von Schlagvolumen zu enddiastolischem Volumen:

{\displaystyle EF={\frac {SV}{EDV}}=1-{\frac {ESV}{EDV}}={\frac {EDV-ESV}{EDV}}}
- das Herzzeitvolumen als Produkt aus Schlagvolumen und Herzfrequenz:

{\displaystyle {\begin{aligned}HZV&=SV\cdot HF\\&=EDV\cdot EF\cdot HF\end{aligned}}}
Das Schlagvolumen im Verhältnis zur Körperoberfläche bezeichnet man analog zum Herzindex als Schlagindex (SI).

## Normalwert und erniedrigte Werte
Der Normalwert des Schlagvolumens beider Kammern beträgt circa 70 bis 100 ml. Die Schlagvolumina der rechten und linken Herzkammer sind im Wesentlichen gleich groß. Die Ejektionsfraktion beträgt im Mittel 0,6 bis 0,7.
Ein erniedrigtes Schlagvolumen findet sich oft bei Herzinfarkten, Herzmuskel- und Herzklappenerkrankungen.
Schon früh beobachtete man eine „Restblutvermehrung bei Herzinsuffizienz“.

## Physiologie
Definiert ist das Schlagvolumen nur für die linke Herzkammer. Dennoch haben alle vier Herzhöhlen ihr jeweils eigenes Schlagvolumen.
Man muss zwischen dem Bruttoschlagvolumen und dem Nettoschlagvolumen unterscheiden. Ihre Differenz bezeichnet man als Pendelvolumen oder Regurgitationsvolumen. Ursachen sind Herzklappenfehler oder Septumdefekte.
Bei jedem Herzschlag sind alle vier Brutto-Schlagvolumina der vier Herzhöhlen unterschiedlich. Die enddiastolischen Höhlenvolumina und die zugehörigen Netto-Ejektionsfraktionen sind bei jedem Herzschlag ebenfalls immer verschieden. Auch müssen ihre Produkte nicht zwingend identisch sein. Dieses Produkt ist das Netto-Schlagvolumen einer jeden Herzhöhle. Lediglich muss das Schlagvolumen einer Herzhöhle beim folgenden Herzschlag von der sich im Kreislauf anschließenden Herzhöhle (vollständig oder nur teilweise) weitergeleitet werden. Limitierend für das Herzzeitvolumen ist diejenige Herzhöhle mit dem kleinsten Schlagvolumen.

## Tiermedizin
In einer „Studie an Hunden, Schweinen, Rindern und Pferden wurden Restblutmengen von 15 bis 1200 ml“ gefunden. Unter Restblut wurde das endsystolische Ventrikelvolumen definiert. Man fand eine positive, lineare Beziehung zwischen Restblut und Schlagvolumen.